# Нуйно-Нове
Ну́йно-Нове́ — закритий пасажирський зупинний пункт Рівненської дирекції Львівської залізниці.
Розташований на півночі села Нуйно, Камінь-Каширський район, Волинської області на лінії Вербка — Камінь-Каширський між станціями Вербка (45 км) та Камінь-Каширський (4 км).
Станом на кінець лютого 2019 року пасажирське сполучення відсутнє. Закритий у 2024 році.